# Корж-Радько Людмила Андріївна
Людмила Андріївна Корж-Радько (нар. 11 травня 1956, м. Печенга, Мурманська область) — художник-монументаліст, живописець, графік. Дружина відомого скульптора Богдана Коржа. Заслужений художник України (2008). Член Національної спілки художників України.

## Життєпис
Народилася 11 травня 1956 року в м. Печенга, що в Мурманській області (РСФРР).
У 1968—1975 роках навчалася в Республіканській художній школі ім. Т. Г. Шевченка. У 1980 закінчила Львівський інститут прикладного та декоративного мистецтва.
У 1980—1997 роках працювала на Закарпатському художньо-виробничому комбінаті.
З 1997 року і по цей день викладає в Ужгородському коледжі мистецтв (нині Закарпатська академія мистецтв).
Учасниця багатьох мистецьких виставок (в тому числі персональних) як в Україні, так і за кордоном (Словаччина, Угорщина і т. д.).
Основні галузі — монументальне мистецтво, живопис, станкова та книжкова графіка.
Для творчості мисткині характерні витонченість, лінеарність, декоративність, оригінальність композиції, трактування теми, пастельна ніжність кольору, використання тонких відтінків.
Окремі роботи зберігаються у Закарпатському художньому музеї в Ужгороді, а також у Краєзнавчому музеї в м. Гуменне.

## Нагороди
- Лауреат обласної премії ім. А. Ерделі та Й. Бокшая (1998, 2006, 2009).
- Лауреат II премії виставки-конкурс ім. Г. Якутовича (2004).
- Лауреат II премії Трієнале графіки (2006).
- Лауреат Всеукраїнського трієнале «PREЧИСТА» (2011).